# Cephalocteini
Cephalocteini – plemię pluskwiaków z  podrzędu różnoskrzydłych i rodziny ziemikowatych. Obejmuje cztery opisane gatunki, sklasyfikowanych w dwóch rodzajach.

## Taksonomia
Takson ten został wprowadzony w 1866 roku przez Martiala Étienne’a Mulsanta i Claudiusa Reya pod nazwą Céphaloctéaires. Zalicza się doń cztery opisane gatunki, sklasyfikowane w dwóch rodzajach:
- Cephalocteus Dufour, 1834
- Heissocteus Lis, 2006

## Morfologia i zasięg
Pluskwiaki o ciele przysadzistym, silnie wysklepionym. Głowa jest szersza niż dłuższa, zaopatrzona w pięcioczłonowe czułki oraz małe i wąskie oczy złożone, pozbawiona natomiast przyoczek. Wyraźnie dłuższe od nadustka płytki żuwaczkowe mają po dwa chetopory pierwotne ze szczecinkami włosowatymi oraz przykrawędziowy szereg licznych chetoporów wtórnych ze szczecinkami długimi i cienkimi oraz krótkimi i grubymi. Przedplecze jest znacznie szersze niż dłuższe, porośnięte szczecinkami. Tarczka jest szeroka z szeroko zaokrąglonym lub językowatym wierzchołkiem tylnym. Heissocteus ma półpokrywy z wyodrębnionym od przykrywki egzokorium, mezokorium i międzykrywką oraz dobrze wykształconą zakrywką. Cephalocteus ma półpokrywy o niepodzielonych przykrywkach i bardzo krótkich zakrywkach. Odnóża przedniej pary mają niezmodyfikowane, tępo zaokrąglone na szczycie golenie ze stopami osadzonymi u szczytu lub w pobliżu niego. Odnóża pary środkowej i tylnej mają golenie nabrzmiałe lub spłaszczone. Stopy tylnej pary odnóży występują. Odwłok charakteryzują sternity od trzeciego do siódmego zaopatrzone w po dwa trichobotria, z których duże leży przednio-brzusznie względem przetchlinki, a małe z tyłu od przetchlinki.
Przedstawiciele plemienia ograniczeni są zasięgiem do Starego Świata. Zamieszkują południową część Palearktyki, południową część krainy etiopskiej oraz krainę orientalną, na wschód docierając do Timoru.